# Cristian Ortega
Cristian David Ortega Fontalvo (Barranquilla, 29 september 2000) is een Colombiaans baanwielrenner.

## Carrière
Ortega reed zijn eerste elite-wedstrijden in 2019. In 2021 won hij zijn eerste medailles op het Colombiaans kampioenschap. In 2022 nam hij deel aan het Pan-Amerikaanse kampioenschap en won zilver op de 1 km tijdrit naast een vierde plaats in de sprint. Hij nam in 2022 ook voor een eerste keer deel aan het wereldkampioenschap. In 2023 won hij de Colombiaanse titel op de 1 km tijdrit naast een zilveren medaille in de sprint en een 5e plaats in het keirin. Op de Pan-Amerikaanse kampioenschappen won hij met de Colombiaanse nationale ploeg de bronzen medaille in de teamsprint. Hij nam in 2023 opnieuw deel aan het WK en werd 14e in de 1 km tijdrit.
In 2024 won hij drie medailles op het Colombiaanse kampioenschap. Er volgde nog twee op het Pan-Amerikaanse kampioenschap. Hij nam in de zomer van 2024 deel aan de Olympische Spelen en werd 7e in het keirin en 13e in de sprint. Op het WK later dat jaar greep hij net naast een medaille op de 1 km tijdrit met een vierde plaats. In de teamsprint werd de Colombiaanse ploeg zesde naast een 10e plaats in de sprint en 13e plaats in het keirin.

## Erelijst
| Jaar  | CK                        | PAK                              | WK                                          | Overige                                 |
| ----- | ------------------------- | -------------------------------- | ------------------------------------------- | --------------------------------------- |
| Elite |                           |                                  |                                             |                                         |
| 2021  | keirin · sprint · 1 km    |                                  |                                             |                                         |
| 2022  | sprint · 1 km · 4e keirin | 1 km · 4e sprint                 | 10e teamsprint 12e 1 km 13e sprint          |                                         |
| 2023  | 1 km · sprint · 5e keirin | teamsprint · 4e 1 km · 5e sprint | 14e 1 km 21e sprint                         |                                         |
| 2024  | sprint · 1 km · keirin    | sprint · 1 km · 4e keirin        | 4e 1 km 6e teamsprint 10e sprint 13e keirin | Olympische Spelen: 7e keirin 13e sprint |